# Liège
Liège városa (kiejtéseⓘ franciául, vallonul: Lidje, hollandul: Luik kiejtéseⓘ, németül: Lüttich; latinul: Leodium; 1949-ig a város nevét Liége-nek írták) Belgium egyik nagyvárosa, amely a Vallónia régióban, az azonos nevű tartományban található, amelynek közigazgatási központja is. A város a Meuse-folyó völgyében fekszik, közel Belgium keleti, Hollandiával és Németországgal közös határához, ahol a Meuse-folyóba ömlik egyik mellékfolyója, az Ourthe. A város a hagyományos vallón nehézipar (a sillon industriel) egyik központja volt a 20. század második feléig.
Liège városa tartományi főváros, illetve a várost körülvevő kisebb települések összeolvasztásával kialakult Liège járás (arrondissement) központja. A járáshoz tartoznak még Angleur, Bressoux, Chênée, Glain, Grivegnée, Jupille-sur-Meuse, Rocourt és Wandre települések. 972 és 1795 között a város a Német-római Birodalomhoz tartozó Liège-i Püspökség központja volt.
Liège város lakossága 188 907 fő volt 2007. január 1-jén, az elővárosokkal együtt ez 594 579 fő.
A város Vallónia egyik legnagyobb ipari és kulturális központja, az agglomerációval együtt egyike Belgium három legnépesebb városi régiójának (Brüsszel és Antwerpen után). A vallón régión belül Liège a második legnépesebb város, Charleroi után. A lakosok túlnyomó része francia anyanyelvű.
Liège az egyik legjelentősebb oktatási központ Belgiumban, a városban 42 000 diák tanul 24 oktatási intézményben. A helyi egyetemet 1817-ben alapították és jelenleg 17 000 hallgatója van.

## Gazdaság
A 19-20. században Liège és környéke az egyik legnagyobb és legjelentősebb acélipari központ volt Európában. 1817-ben John Cockerill kezdeményezésére indult meg a szénbányászat, valamint az erre épülő vas- és acélipar fejlesztése. Abban az időben a Seraing vállalat volt a világ legnagyobb acéltermelője. A városban és környékén számtalan vasolvasztó üzem és öntöde működött. Bár az acéltermelés ma is jelentős, (Belgium jelenleg 18. az acélgyártó országok rangsorában) de a város gazdasága csak árnyéka korábbi önmagának: 2006. január 1-jén 20,2%-os munkanélküliségi rátát mértek.
Az acélgyártásra épült a város másik jelentős iparága, a fegyvergyártás, amely a középkortól kezdve jelentős volt és a mai napig megtalálható. Liège-ben van az FN Herstal fegyverművek központja.
A bánya- és acélipar válságát követően a város, illetve a régió gazdasága egyre inkább diverzifikálódik. Napjainkra kiemelt szerepe van a finommechanikai iparnak, a polgári repülésben használt és rakétahajtóművek előállításának, az űrtechnológiával és biotechnológiával kapcsolatos iparágaknak, illetve a hagyományos élelmiszeripari termékek (sör, ásványvíz és csokoládé) előállításának.
A Liège-i Egyetem campusa mellett található egy ipari park, ahol az egyetemi alapkutatásokat hasznosító vállalatok települtek meg.
Liège fontos logisztikai központ, amely a város repterére, a közelben található folyami kikötőre, illetve a közúti kapcsolatokra épül:
- A városban található Európa harmadik legnagyobb folyami kikötője,[6] amely közvetlenül kapcsolódik rendelkezik Antwerpennel, Rotterdammal és Németországgal a Maas folyón és az Albert-csatornán keresztül.
- 2006-ban a Liège repülőtér volt Európa nyolcadik legforgalmasabb repülőtere a teherszállítás viszonylatában, ez a repülőtér a TNT Airways központja és legfontosabb csomópontja. A legújabb utasterminált 2005-ben adták át.
- A város közvetlen vasúti kapcsolattal rendelkezik Brüsszel, Antwerpen, Namur és Charleroi irányába, illetve Luxembourg, a hollandiai Maastricht és a németországi Aachen irányába. A városba modern, nagysebességű vasúti sínpár vezet, az utazási idő Brüsszelbe 40 perc, Párizsba 2 óra 13 perc (a Thalys vonatokon). A német ICE (InterCity Express) Aachennel, Kölnnel és Frankfurttal köti össze Liège-t.
- A város rendkívül jó közúti közlekedési infrastruktúrával rendelkezik, a város körül az E25, E40, E42, E46 és az E313 autópályák, valamint számos alsórendű út található.

## Történelem

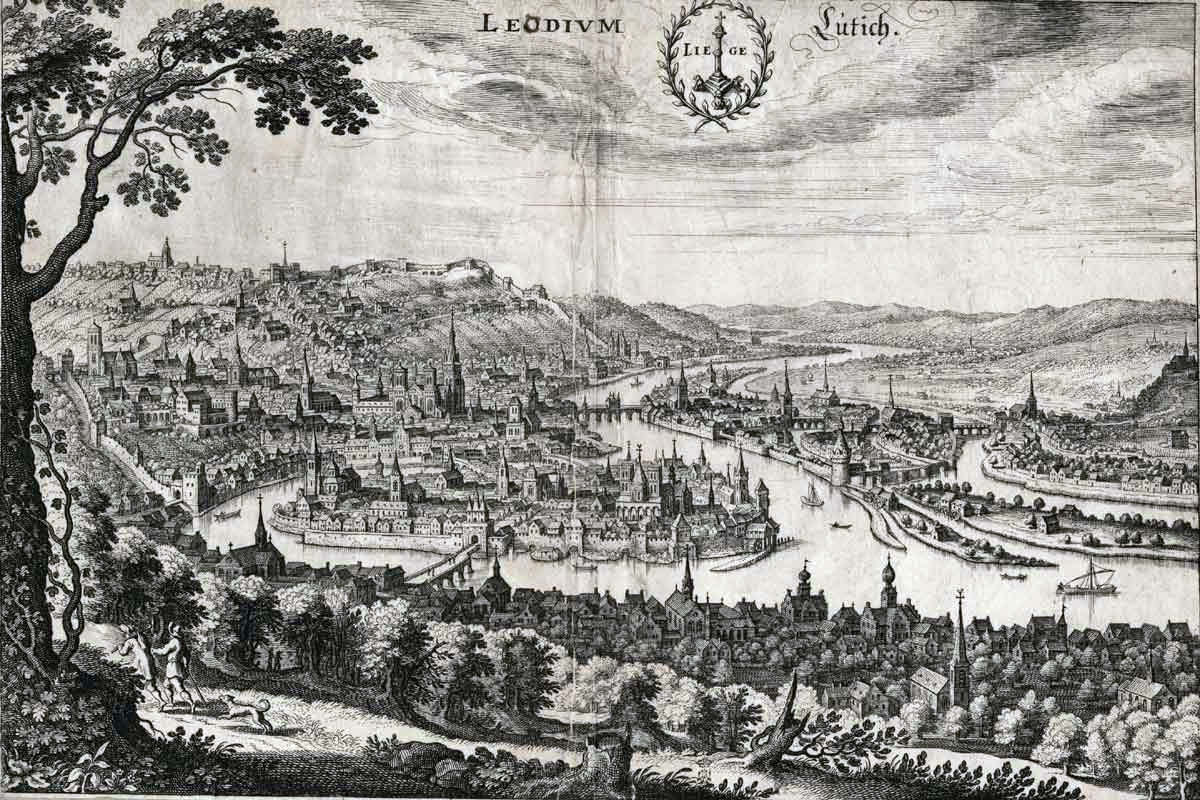
Liège térképe 1650-ből

### Korai középkor
A legelső lakosok már a római kor előtt megtelepedtek, de a legelső írásos emlék csak 558-ből maradt fenn, amely latin nevén (Vicus Leudicus) említi a várost. A 2-3. századból származó település maradványait tárták fel a város központjában, Szent Lambert tér, illetve a katedrális alatt
A város ekkor még a tongereni püspökséghez tartozott, de azt a vandálok, az alánok és a szvévek 406-os hadjárata szétverte.
A püspökség újjászervezése után 705 körül Szent Lambert püspök befejezte a környéken élő pogány törzsek megtérítését. Lambertet később Liège melletti birtokán meggyilkolták. Maradványait előbb szülőhelyén, Maastrichtban temették el, de utóda, Hubert püspök elérte hogy szentté avassák és a maradványokat Liège-be vitette, ahol egy bazilikát építtetett. Hubert egyúttal Liège-be helyezte át a püspökség székhelyét (ami korábban Tongerenben, majd Maastrichtban volt) és megalakította a Liège-i Püspökséget. Ez a feudális államalakulat 985 és 1794 között állt fenn, és csak a francia csapatok bevonulásával szűnt meg.
Liège környékén volt található a Karoling-dinasztia központja: Kis Pippin, az első Karoling származású frank király és fia, a későbbi Nagy Károly a Liège melletti Herstal vagy Jupille faluban született, amely a Meroving uralkodóknak is az egyik kiemelt rezidenciája volt. A város központjában áll Nagy Károly 1867-ben emelt szobra, amelyen megtalálható a császár hat, szintén liège-i származású ősé is: Szent Begga, Herstali Pipin, Martell Károly, Bertrude, Landeni Pipin és a már említett Kis Pippin. Az első herceg-püspökök is a Karoling-dinasztia leszármazottai voltak.
A püspök hercegek uralma 972-ben kezdődött, amikor II. Ottó német-római császár Notgert nevezte ki a püspöki székbe, aki 980-ban megszerezte magának a Huy grófja címet és ezzel egy időben a világi és egyházi hatalommal is rendelkezett a püspökség területe felett. A püspökök, bár névleg a német-római császár hűbéresei voltak, lényegében teljes önállósággal bírtak.
Notger alatt a város jelentős szellemi és egyházi központ lett és fontossága a középkor alatt végig fennmaradt. VI. Kelemen pápa avignoni udvarába Liège-ből toborzott zenészeket. A város nevezetességei a templomok, amelyek közül a legöregebb a Szent Márton-templom, amely 682-ben épült. Notger építtette a Szent Lambert-katedrálist, számos kisebb templomot, két apátságot és a várost körülölelő falat. Bár a Gesta episcoporum Leodiensium krónikát tévesen tulajdonítják neki, de Notger volt az, aki javasolta a mű megírását (szerzője egyébként Lobbes-i Heriger ). Liège-ben volt püspök a későbbi IV. Orbán pápa, és X. Gergely pápa is.

### Késői középkor és a reneszánsz

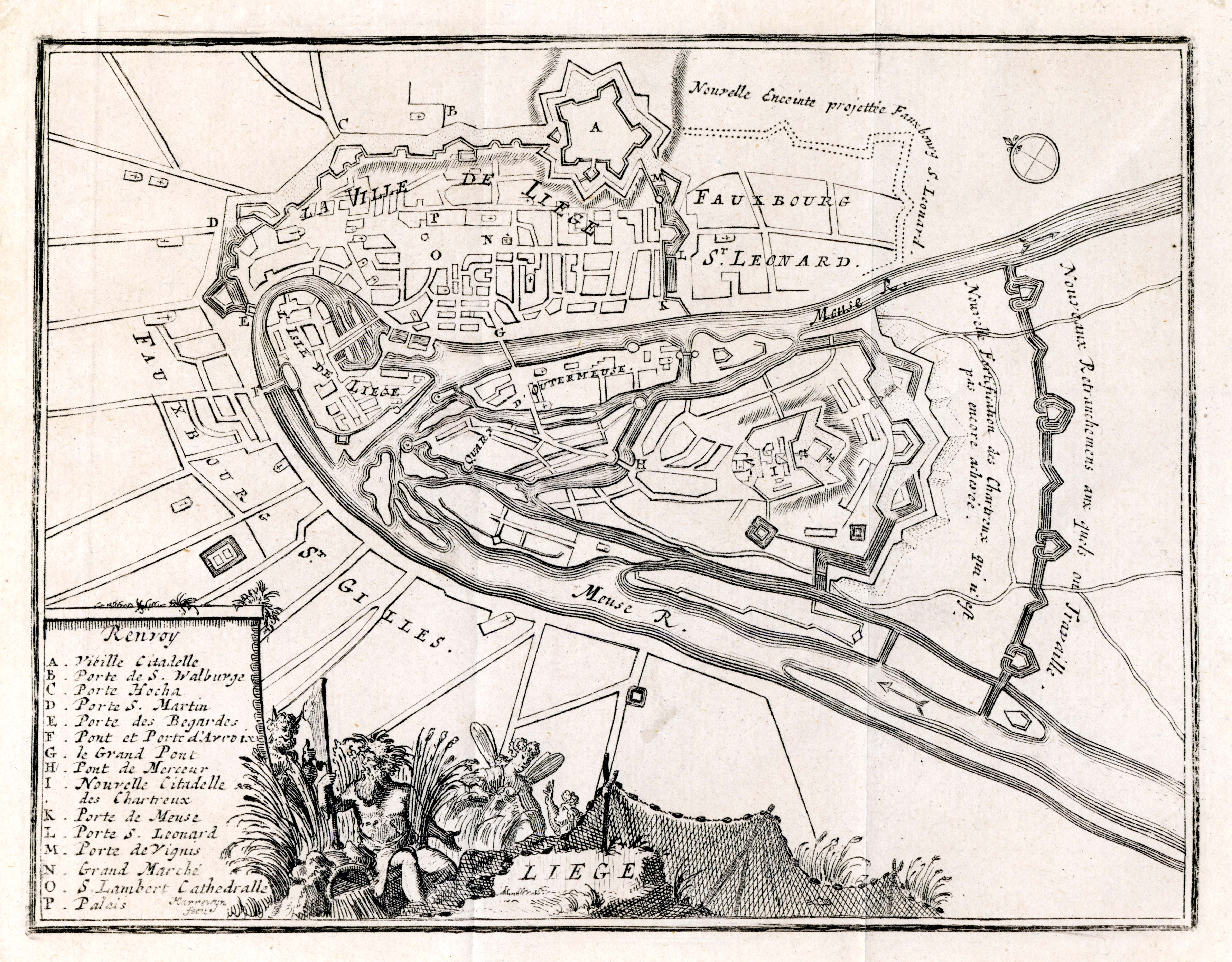
Liége térképe a 18. századból

Liège stratégia helyzete a Meuse völgyében már a kezdetektől fogva a hódító seregek egyik célpontjává tette a várost. Notger alatt felépültek a városfalak, majd később a város nyugati része felett emelkedő dombokon a citadella. 1345-ben a városi polgárok fellázadtak III. Engelbert liège-i püspök ellen és a város falai alatt vívott csatában legyőzték. 1384-től kezdve a burgundi hercegek megpróbálták a püspökséget befolyásuk alá vonni és bár névleg megőrizte függetlenségét, a püspököket a burgundi herceg jóváhagyásával nevezték ki. 1456-ban Jó Fülöp burgundi herceg Bourbon Lajost nevezte ki a püspöki trónra, aki ellen a város népessége fellázadt és 1458-ban elkergették. A város ekkor előbb VII. Károly, majd fia és utóda, XI. Lajos francia király védnöksége alá került, de ennek ellenére 1468-ban Lajos és Merész Károly burgundi herceg egyesült seregei, hosszas ostrom után, elfoglalták és felégették a várost.
1477-től a város a Habsburg család uralma alá került, majd V. Károly német-római császár uralkodásától kezdve a spanyol korona befolyása alá, habár a város püspökei továbbra is megőrizték függetlenségüket. Erard de la Marck uralkodása alatt (1506- 1538 között) kezdődött Liège reneszánsz korszaka. A reformáció és az ellen-reformáció mozgalmában a liège-i püspökség területe felbomlott és a város fokozatosan elvesztette helyi hatalmi pozícióját. A 17. században a bajor Wittelsbach-ház tagjai kerültek a püspöki székbe, aki fennhatóságukat kiterjesztették a kölni és a német-római birodalom északnyugati részén található más püspökségekre is.

### A 18. századtól az első világháborúig

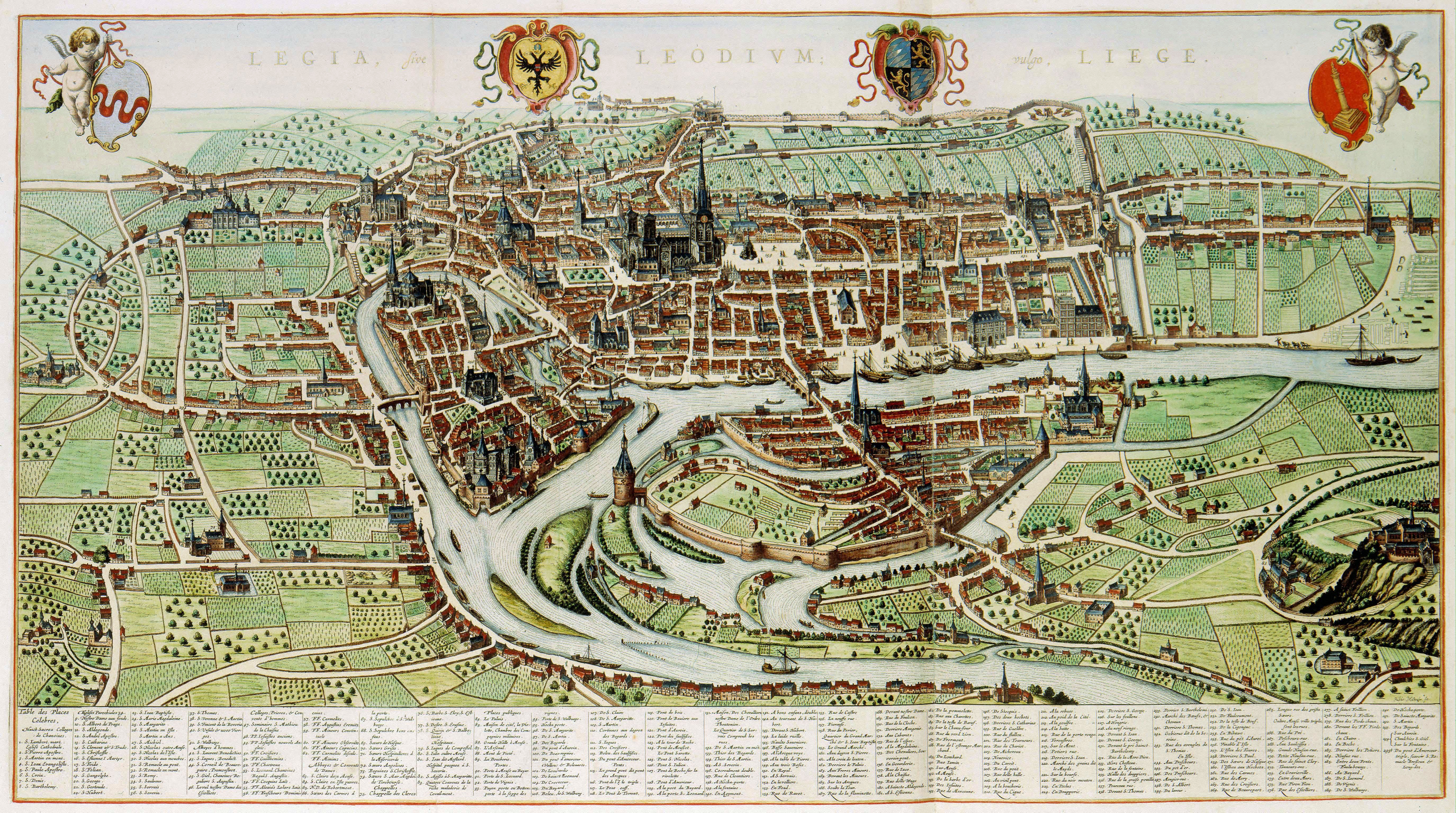
Liège 1649-ben

A spanyol örökösödési háború során John Churchill, Marlborough hercege 1704-ben elfoglalta a várost, amelyet a bajor püspök és francia szövetségeseinek csapatai védelmeztek. A 18. sz. közepére Liège-t elérték a francia felvilágosodás eszméi, különösen az enciklopédisták befolyása: de Velbruck püspök (1772–84) között támogatta ezek terjesztését, ezzel is előkészítve a liège-i forradalom (révolution liègeoise) kitörését, ami 1789. augusztus 18-án kezdődött. A francia forradalom konszolidációja után a köztársaság seregei elfoglalták a várost az 1794-es németalföldi hadjárat során és meglehetősen drasztikus egyházellenes intézkedéseket vezettek be, többek között lerombolták a régi Szent Lambert-katedrálist. A püspökség világi hatalmának megszűnését később a Bonaparte Napóleon első konzul és VII. Piusz pápa által 1801-ben megkötött egyezmény véglegesítette.
Franciaország 1815-ben elvesztette a várost, amikor a szövetséges angol–holland–porosz seregek legyőzték Napóleon császárt, és a háború után rendezett bécsi kongresszus az újonnan megalakult egyesült Holland Királyságnak ítélte a várost. A holland uralom 1830-ig, a belga forradalom és szabadságharc kitöréséig tartott és a független, katolikus Belgium magának tartotta meg a várost. A 19. sz. végén Liège gyors fejlődésnek indult a bányaművelés, illetve a már említett vas és acéliparnak köszönhetően, és a helyi népesség növekedése nem tudott lépést tartani a nehézipar megnövekedett munkaerőigényével. Ennek eredményeként nagyszámú külföldi munkás érkezett a városban, illetve a környéken működő üzemekbe, köztük jelentős volt a magyarok aránya is.

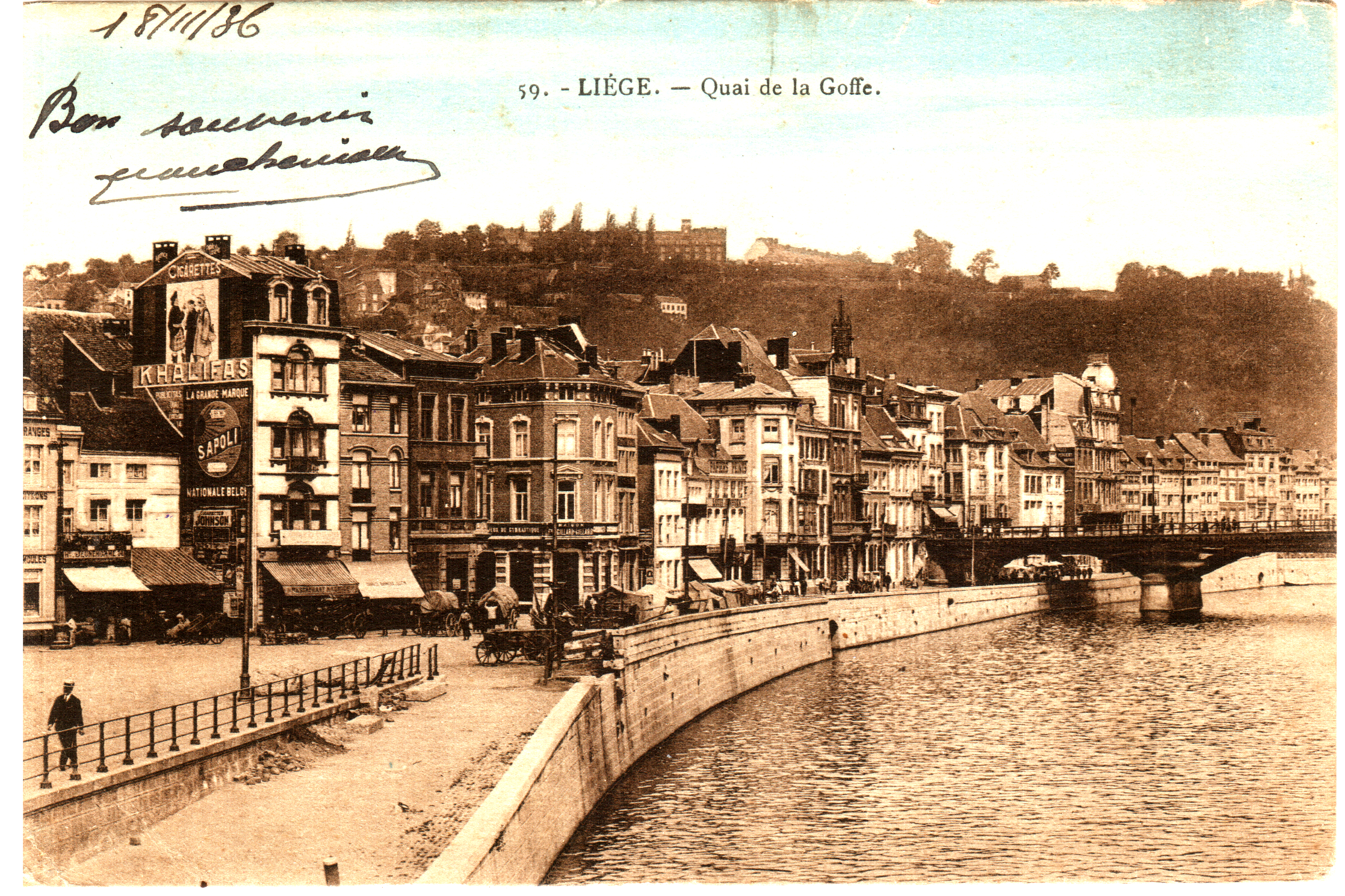
Quai de la Goffe

A belga királyság egyik jelentős városaként az 1880-as években Liège erődítményeit újjáépítették és megerősítették Henri Alexis Brialmont tervei alapján. A város körül összesen 12 erődítményt emeltek, amelyek mélységben tagolt védelmi gyűrűt hoztak létre és meglehetősen nagy fejtörést okoztak a német hadseregnek 1914-ben. A Schlieffen-terv sikerének egyik alapfeltétele volt, hogy a német csapatok gyorsan áthatoljanak a Meuse völgyén és az Ardennek hegyein, hogy áttörjenek Franciaországba. Azonban az 1914. augusztus 5-én meginduló német offenzíva megakadt Liège alatt, amelyet 30 000 belga katona védelmezett, Gérard Leman tábornok irányítása alatt a 100 000 főt számláló németek ellen. A németek ekkor bevetették a Vastag Berta névre elkeresztelt 42 cm-es mozsarat, amely öt nap alatt porrá rombolta az erődítményeket. A földalatti járatok szellőzési rendszerének tervezési hiányosságai miatt egy szerencsés találat óriási robbanást eredményezett és végül kikényszerítette a belga csapatok megadását. Az ellenállás rövidebb ideig tartott, mint amit a belgák terveztek, de a 12 napos késedelem így is hozzájárult a német offenzíva sikertelenségéhez. A hősies ellenállás emlékére 1914-ben Liège megkapta a Francia Becsületrend kitüntetését.

### A második világháborútól napjainkig

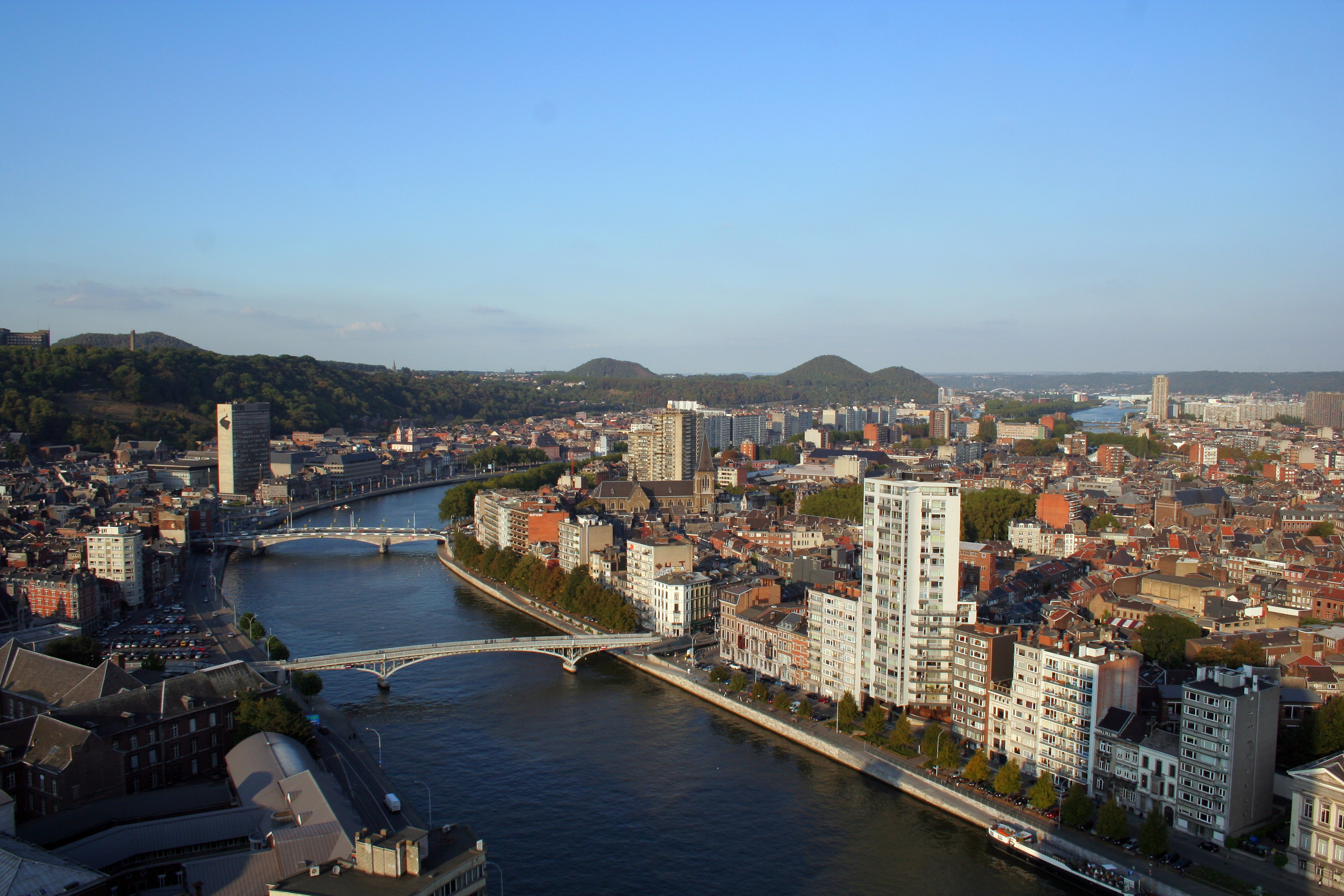
Liége városképe ma

1940-ben a német csapatoknak már csak 3 napra volt szükségük, hogy a várost bevegyék. A német megszállás alatt a város legtöbb zsidó lakosát sikerült a deportálástól megmenteni, a legtöbb zsidót a lakosság, illetve a környékbeli kolostorok rejtegették. A német megszállásnak az amerikai csapatok megérkezése vetett véget, akik 1944 szeptemberében foglalták vissza a várost. Ezt követően a németek heves bombázásba kezdtek, és több, mint 1500 V–1 és V–2 rakétát lőttek a városra a háború végéig.
A háború utáni újjáépítés sem mentette meg a korábban oly nagy szerepet játszó bányákat és acélipari üzemeket: Liège és környéket (ahogyan Vallónia jelentős része) magas munkanélküliséggel és a hagyományos iparágak hanyatlásával küzdött és bizonyos mértékben küzd ma is. 1961 januárjában a bányabezárások miatt feldühödött bányászok megtámadták és súlyosan megrongálták a Guillemins központi pályaudvart.
Politikai vonatkozásban Liège hagyományosan a belga (majd később a vallón) szocialista párt egyik helyi erősségének számított, elsősorban a jól szervezett ipari munkásság jelenlétének köszönhetően. Ennek ellenére 1991-ben André Cools szocialista párti politikus, korábbi belga miniszterelnököt barátnője lakása előtt lőtték le. A közvélemény szemében a gyilkosság összekapcsolódott a Cools halálát követő korrupciós botrányokkal, amely súlyosan megrázta a vallón szocialista pártot, illetve a nemzeti kormányt. 2004-ben két támadót fejenként 20 éves börtönbüntetésre ítéltek a gyilkosságban való részvétel miatt.
Napjainkban a város gazdasága ismét fellendülőben van, elsősorban a közlekedési infrastruktúra fejlettségének, a város kedvező fekvésének, az európai határok megnyitásának és új iparágak betelepülésének köszönhetően. Nem kis szerepet játszott ebben az acél kedvező világpiaci ára, illetve a város, valamint a régió kormányzatának reformja is.

## Látnivalók

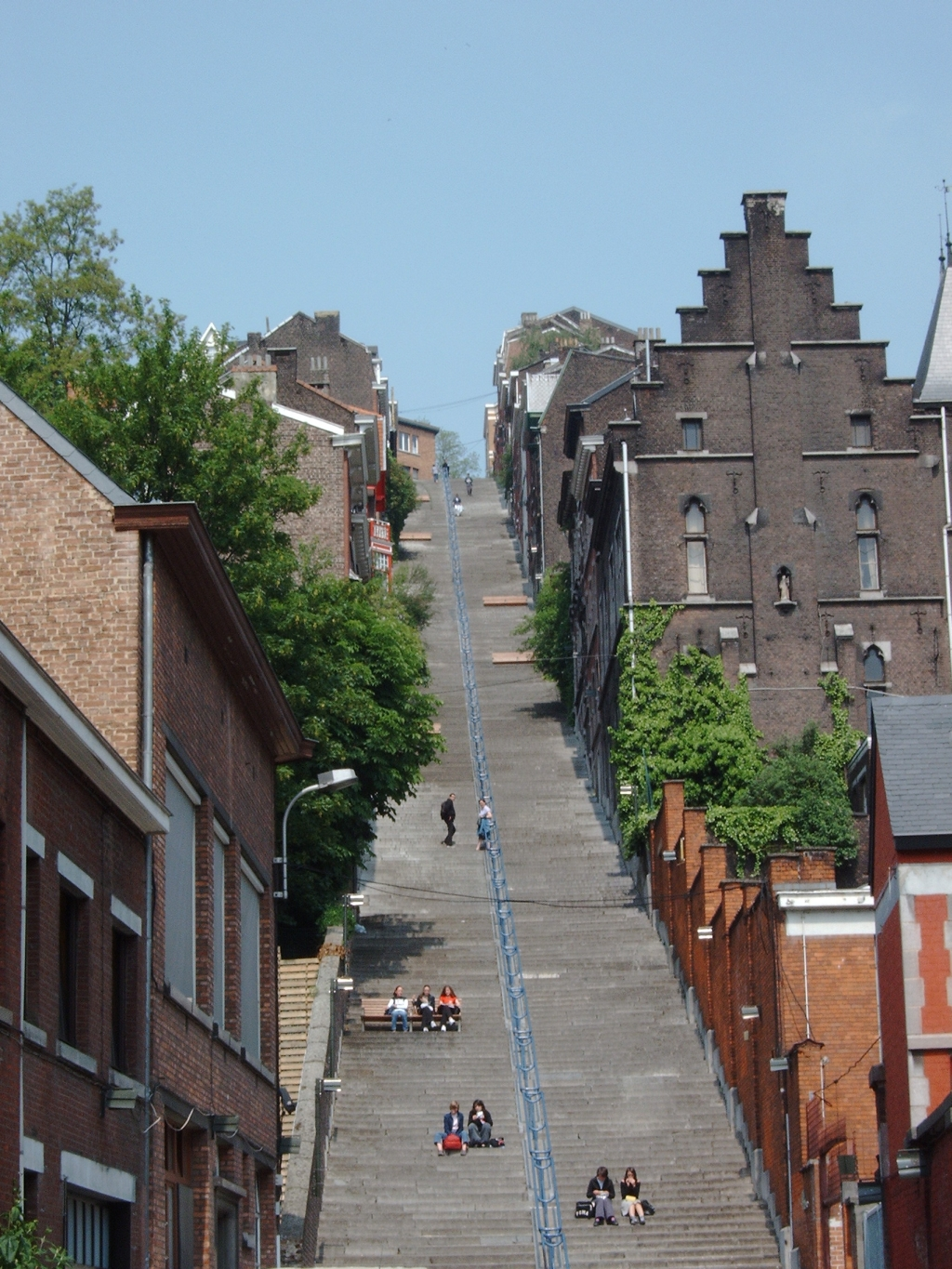
A Bueren-hegy lépcsői

- A liègei püspökök 16. századi palotája a St Lambert téren áll, közel a francia forradalomban lerombolt Szent Lambert katedrálishoz. A téren, pontosabban a tér alatt található a Archeoforum, amely a város régészeti emlékeit mutatja be.
- A perron volt a püspökök uralma alatt az igazság, illetve a városi bíróság jelképe, szobra a közeli Place du Marché-n áll.
- A Szent Pál-székesegyházban található Szent Lambert sírja és a püspöki kincsestár is. A templom egyike a Notger által építtetett hét városi templomnak (ezek között megtalálható még a német gótikus stílusban épített Szent Bertalan-templom és a Szent Márton-bazilika is.
- Liège legfontosabb múzeumai bemutatják a vallonok életét, művészetét, illetve a város környékén kifejlődött mózeli stílusban készült világi és egyházi művészeti alkotásokat. A Curtius Museum régészeti emlékeket mutat be és a Meuse mellett álló, 17. századi házban kapott helyet.
- Egyéb érdekes helyek az óváros (a Carré), az Outremeuse környéke, a folyó mellett kiépített sétautak, a citadella, valamint a Santiago Calatrava által tervezett modern pályaudvar.

## Népi hagyományok
- A Szűz Máriának szentelt „Le Quinze Août” ünnepséget minden év augusztus 15-én rendezik meg az Outremeuse negyedben. Ez a város egyik legnagyobb helyi hagyományokat bemutató fesztiválja, amikor vallásos körmenet halad át a városon, bolhapiacot tartanak és koncerteket rendeznek. Napjainkban az ünnepség pár nappal korábban kezdődik és akár 16-ig is eltarthat. A helyi lakosok néha megnyitják házukat a látogatók előtt és a helyi „peket” néven ismert szeszes itallal kínálják őket. A kínálás hagyománya a helyi népi hagyomány egyik fontos alakjához, Tchantchès-hez kötődik (a François név vallon megfelelője), aki Nagy Károly alatt élt és a hagyományok szerint meglehetősen keményfejű, de ötletes fiúcska volt. Tchantchès-re ma egy szobor, egy múzeum és számos figura emlékeztet a városban.
- Liège-ben rendezte meg Belgiumban először a mára hagyományos karácsonyi vásárt.

Liège lakói a vallon nyelv egyik legjellegzetesebb dialektusát, a kelet-vallont beszélik. A városban jelentős olasz kisebbség él és számos helyen lehet olasz beszédet hallani. A vallon oktatási rendszer sajátosságaként és a város múltja miatt a környékbeli népek nyelvét, a németet és a hollandot igen kevesen beszélik, míg más európai nagyvárosokhoz képest az angolul kommunikálni tudok száma igen alacsony.

## Mindennapi élet Liège-ben

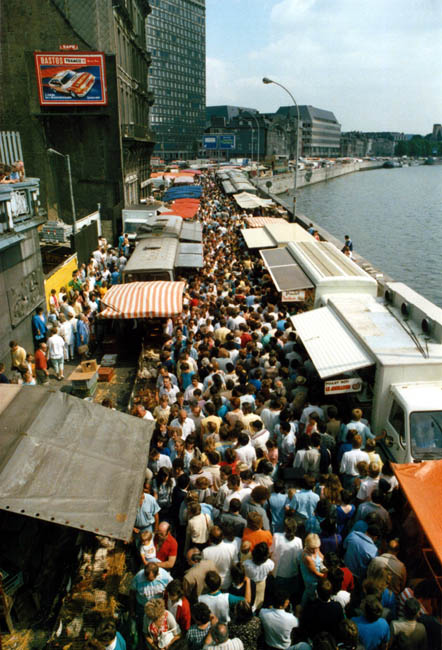
A vasárnapi „Batte” piac

A város egyik jellegzetessége a nagy tömegeket vonzó fesztiválok és rendezvények, amelyek közül az augusztus 15-ei "Le Quinze Aout" csak az egyik. A város lakói és a látogatók az Outremeuse negyedben gyülekeznek, amely tele van keskeny utcákkal és pici udvarokkal, vagyis nem nagyon lehet elférni. A legtöbb ember csak bámészkodik, sörözik vagy borozik, káposztás kolbászt (német emlék) vagy palacsintát (francia jövevény) esznek és a hajnali órákig élvezik a forgatagot. A december 6-a körül megrendezett Szent Miklós-ünnepség egyik külön rendezvényét az egyetem hallgatói rendezik: ilyenkor 24 órán keresztül felfordítják a rendet, a hallgatók koszos laboratóriumi köpenyekben mászkálnak és a városlakóktól pénzt koldulnak.
A város egyik nevezetessége az élénk éjszakai élet: a gyalogos zónán belül található Le Carré negyedben számtalan kocsma, pub, kávézó és más szórakozóhely található, amely a Belgiumban elfogadott nyitvatartási rendel ellentétben akár reggel 6-ig is nyitva tart. A másik nevezetes szórakozóhely a Place du Marché és környéke. A városban 1991-től kezdve minden évben megrendezik a Jazz à Liège zenei fesztivált.
Minden tavasszal kerül sor a Liège–Bastogne–Liège országúti kerékpárversenyre, amely a legrégebbi klasszikus kerékpárverseny és természetesen Liège és Bastogne városai között zajlik: a versenyzők Liège városából startolnak, Bastogne városáig elmennek, majd Liège egyik elővárosában, Ans-ban fejezik be a versenyt. A verseny második része az Ardenneken halad keresztül és számtalan hegyi szakasz van itt, mint például a Stockeu, Haute-Levée, La Redoute, Saint-Nicolas és a Col de Forges.
A mozi kedvelőinek két hagyományos multiplex mozi (Kinepolis), valamint két alternatív mozi, a Le Churchill and Le Parc található a városban.

## Híres lakosok
Lásd még: Liège szülöttei

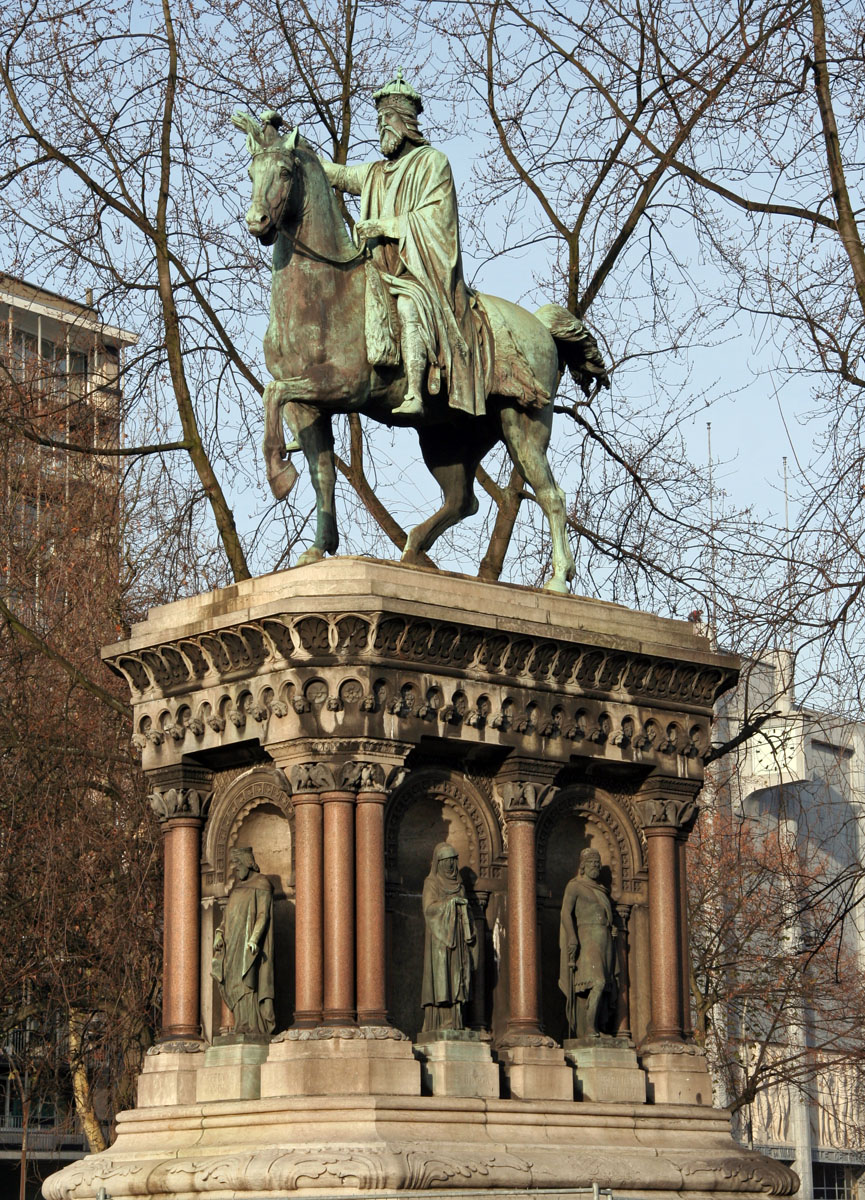
Nagy Károly szobra Liège központjában

- Kis Pippin (franciául: Pépin le Bref), az első Karoling frank király
- Nagy Károly császár
- Ratherius, 9-10. századi püspök, irodalmár
- Liège-i Alger, a 11-12. században élt tudós pap
- Saint-thierryi Vilmos, 11. századi teológus és misztikus
- Jean d’Outremeuse, 14. századi író és történész
- Jacques Arcadelt, 16. századi zeneszerző
- Hubert Naich, 16. századi zeneszerző
- Lambert Lombard, festő (1505–1566)
- Theodor de Bry, metszetkészítő mester (1528–1598)
- Gérard de Lairesse, festő (1640–1711)
- André Ernest Modeste Grétry, zeneszerző (1741–1813)
- Hubert Joseph Walther Frère-Orban, politikus és belga miniszterelnök (1812–1896)
- César Franck, zeneszerző (1822–1890)
- Zénobe Gramme, feltaláló, a Gramme-dinamó megalkotója (1826–1901)
- Eugène Ysaÿe, zeneszerző és hegedűművész (1858–1931)
- Charles Magnette, ügyvéd, politikus (1863–1937)
- Joseph Jongen, orgonaművész, zeneszerző és zenetanár (1873–1953)
- Georges Simenon, író, a Maigret-regények megalkotója (1903–1989)
- Violetta Villas, énekesnő és színésznő (1938–2011)
- Gary Hartstein, orvos és a FIA delegátusa a Forma 1-es versenyeken (1955–)
- Philippe Léonard, labdarúgó, utoljára a Rapid Bucureștiben játszott, visszavonult
- Justine Henin, teniszezőnő, 2006-ban és 2007-ben a női ranglista legelső helyén állt (1982–)

## Testvérvárosok
|                  |             |                       |
| GER: Aachen      | GER: Köln   | LUX: Esch-sur-Alzette |
| FRA: Lille       | POL: Krakkó | COD: Lubumbashi       |
| NLD: Maastricht  | FRA: Nancy  | CZE: Plzeň            |
| POR: Porto       | CAN: Québec | NLD: Rotterdam        |
| SEN: Saint-Louis | ITA: Torino | RUS: Volgográd        |
| HUN: Szeged      |             |                       |